# Nathan Mayer Rothschild (Bankier)

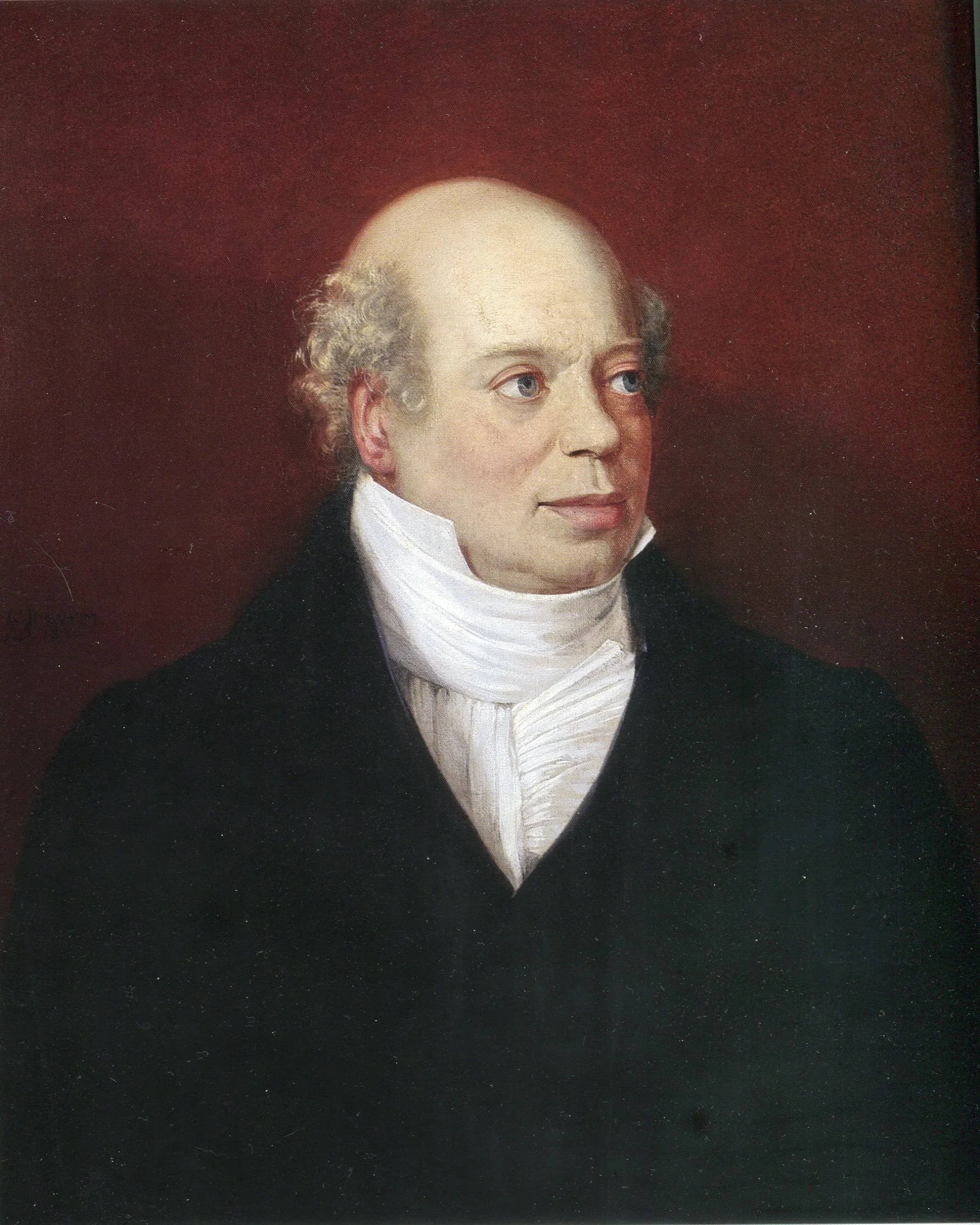
Nathan Rothschild

Nathan Mayer Rothschild (seit 1817: von Rothschild, seit 1822 Freiherr von Rothschild) (* 16. September 1777 in Frankfurt am Main; † 28. Juli 1836 ebenda) war ein deutsch-britischer Bankier.

## Leben
Nathan Mayer Rothschild war das vierte Kind und der dritte Sohn des Gründers der Rothschild-Dynastie Mayer Amschel Rothschild (1744–1812) und Gutle Rothschild, geb. Schnapper (1753–1849). Geboren als Aschkenase im Ghetto der Frankfurter Judengasse, wurde er der Begründer des englischen Zweigs der Familie.
1798 ging Rothschild zu einer kurzen Handelslehre nach London und bald darauf nach Manchester, um Stoffe aufzukaufen, die dort, im Zentrum der britischen Textilindustrie, sehr billig waren. Mit dem Kapital seines Vaters gründete er eine Handelsvertretung und erzielte mit dem Export der Stoffe nach Deutschland gute Renditen. Viele deutsche Juden taten es ihm nach und gründeten Firmen in Manchester. Rothschilds Heirat mit Levy Barent Cohens Tochter Hannah im Oktober 1806 machte ihn zum Schwiegersohn eines einflussreichen Londoner Kaufmanns und erhöhte sein Kapital durch eine ansehnliche Mitgift. 1808 kaufte er ein Haus in London und gründet die Bank N M Rothschild & Sons, die noch heute existiert. Unter Rotschilds Federführung wurden die Rothschilds in weniger als zwanzig Jahren zu den bedeutendsten Bankiers Europas.

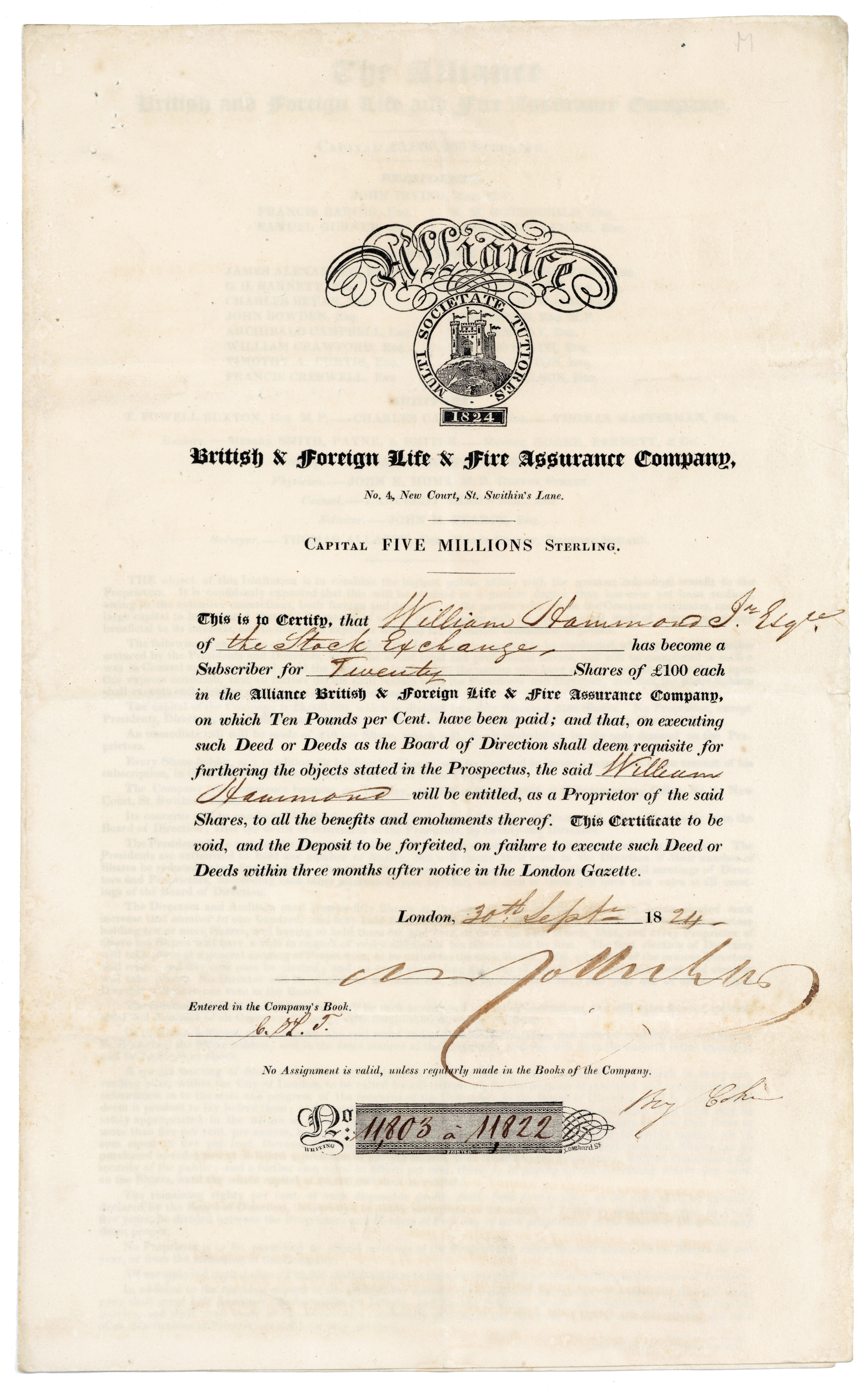
Gründeraktie (Subscriber Certificate) der Alliance British & Foreign Life & Fire Assurance Company über 20 Shares zu je 100 £, ausgestellt in London am 30. September 1824, im Original unterschrieben von Nathan M. Rothschild als Präsident der Gesellschaft

Geschäftsmöglichkeiten, die die napoleonischen Kriege boten, nutzte Rotschild geschickt. So konnte er dem Kurfürsten Wilhelm II. Hessen-Kassel helfen, als dieser seine Zinsgewinne aus Geschäften in Großbritannien wegen der Kontinentalsperre nicht transferieren konnte, und legte sie stattdessen gewinnbringend an. Besonders profitabel wurde für ihn der iberische Feldzug des Herzogs von Wellington, der Rothschild Gelegenheit gab, sich der britischen Regierung als Bankier anzubieten. Die Versorgung Wellingtons mit Gold, dessen Versand nach Portugal (um es Wellington zu ermöglichen, seinen Soldaten ihren Sold auszuzahlen) sowie den Goldschmuggel während der Kontinentalsperre, dessen Auswirkungen von den Franzosen unterschätzt und daher toleriert wurde, war zwar hochriskant – die verschiedenen Zweige der Familie mussten aufgrund dieser Geschäfte stets Durchsuchungen ihrer Geschäftsräume durch französische Beamte befürchten. Nathan Mayer Rotschild erwirtschaftete dadurch aber ein Vermögen und wurde zum einflussreichsten Finanzier der britischen Regierung. Dass Rothschild 1815 mit Anleihegeschäften zum reichsten Mann der Welt geworden sein soll, weil er als erster von Napoleons Niederlage bei Waterloo wusste, gilt heute als antisemitische Legende, die das Stereotyp von Juden als vaterlandslose Kriegsgewinnler transportiert. Tatsächlich brachte die Schlacht für Rotschild erhebliche Verluste, da er darauf spekuliert hatte, dass sich Napoleon erst in einem langen Krieg würde niederringen lassen. Deshalb hatte er große Goldreserven zur zusammengezogen, um damit die britischen Truppen zu finanzieren. nach der raschen Niederlage Napoleons brachen die Kurse für Edelmetalle in Europa ein und auch die Kurse europäischer Staatspapiere bewegten sich anders, als Rothschild spekuliert hatte.
Rotschild vergab unter anderem Kredite an Regierungen. Die russische Anleihe von 1822, die bis 1917 gültig war, gilt als erste europäische Anleihe, da sie in den jeweiligen Länderwährungen in London, Frankfurt, Paris, Wien und St. Petersburg gewechselt und deren Dividende dort kassiert werden konnte. Am 4. August 1824 gründete Rothschild mit seinem Schwager Moses Montefiore die Alliance British and Foreign Life and Fire Assurance Company. Mit dieser Gründung versuchte er das Monopol von Lloyds und den beiden Chartered Corporations (London Assurance Company und Royal Exchange Assurance) für die Seeversicherung zu brechen. Nur wenige Tage nach der Gründung wurde im Unterhaus ein Gesetz angebracht, um das Monopol der Seeversicherung zu beenden.
Mit Adelsdiplom vom 29. September 1822 erhob ihn Kaiser Franz I. von Österreich als Freiherr von Rothschild (auch Baron de Rothschild) in den österreichischen Freiherrenstand.
Als das Parlament des Vereinigten Königreichs mit dem Slavery Abolition Act 1833 die Sklaverei abschaffte, mussten die Sklavenbesitzer für den Verlust ihres Eigentums entschädigt werden. Die dafür nötigen Summen stammten zum großen Teil von Rothschild und Moses Montefiore, die der Regierung die enorme Summe von 15 Millionen Pfund Sterling liehen, was kaufkraftbereinigt heute 1,92 Milliarden Pfund entspricht.
Im Juni 1836 reiste Rothschild von London nach Frankfurt am Main, um an der Hochzeit seines Sohnes Lionel Nathan Rothschild mit Charlotte von Rothschild (1808–1879) teilzunehmen, der Tochter seines Bruders Carl Mayer von Rothschild. Er litt unter einem schmerzhaften Furunkel oder einem Abszess am Gesäß, das er sich in Frankfurt schneiden ließ. Im Anschluss erlitt er eine Sepsis – ob die Ursache der Abszess selbst oder ein verunreinigtes Skalpell war, lässt sich nicht mehr feststellen. Nathan Rothschild starb am 28. Juli 1836. Die Nachricht „Il est mort“ soll mit Brieftauben in seine Geschäftszentrale in London übermittelt worden sein. Nathan Rotschild wurde nach England überführt und in London begraben.

## Kinder
Mit seiner Ehefrau Hannah Barent Cohen hatte er sieben Kinder (vier Söhne und drei Töchter).
- Charlotte von Rothschild (1807–1859); heiratete 1826 mit Anselm Salomon von Rothschild (1803–1874) in den Wiener Zweig ein.
- Lionel Nathan Rothschild (1808–1879); er führte die Geschäfte in England fort und wurde 1858 erstes jüdisches Mitglied der House of Commons. Sein Enkel gleichen Namens (Nathan Mayer Rothschild 1840–1915) wurde 1885 zum ersten Baron Rothschild und ersten jüdischen Mitglied des House of Lords.
- Anthony de Rothschild (1810–1876); heiratete 1840 die Bankierstochter Louise Montefiore (1821–1876) und ließ Schloss Aston Clinton erbauen.
- Nathaniel de Rothschild (1812–1870); ging nach Paris und heiratete dort 1842 Charlotte de Rothschild (1825–1899). Er kauft das Weingut Chateau Mouton. 1855 erlitt er einen Jagdunfall und war gelähmt, später erblindet.
- Hanna Mayer de Rothschild (1815–1864); heiratete 1839 mit Henry FitzRoy (1807–1859) den Sohn des Lord Southampton und trat zum christlichen Glauben über.
- Mayer Amschel de Rothschild (1818–1874); heiratete 1850 Juliane Cohen (1831–1877), ließ das Traumschloss Mentmore Towers erbauen.
- Louise von Rothschild (1820–1894); heiratete 1842 mit Mayer Carl von Rothschild (1820–1886) nach Frankfurt am Main.